# Apoteket Morianen

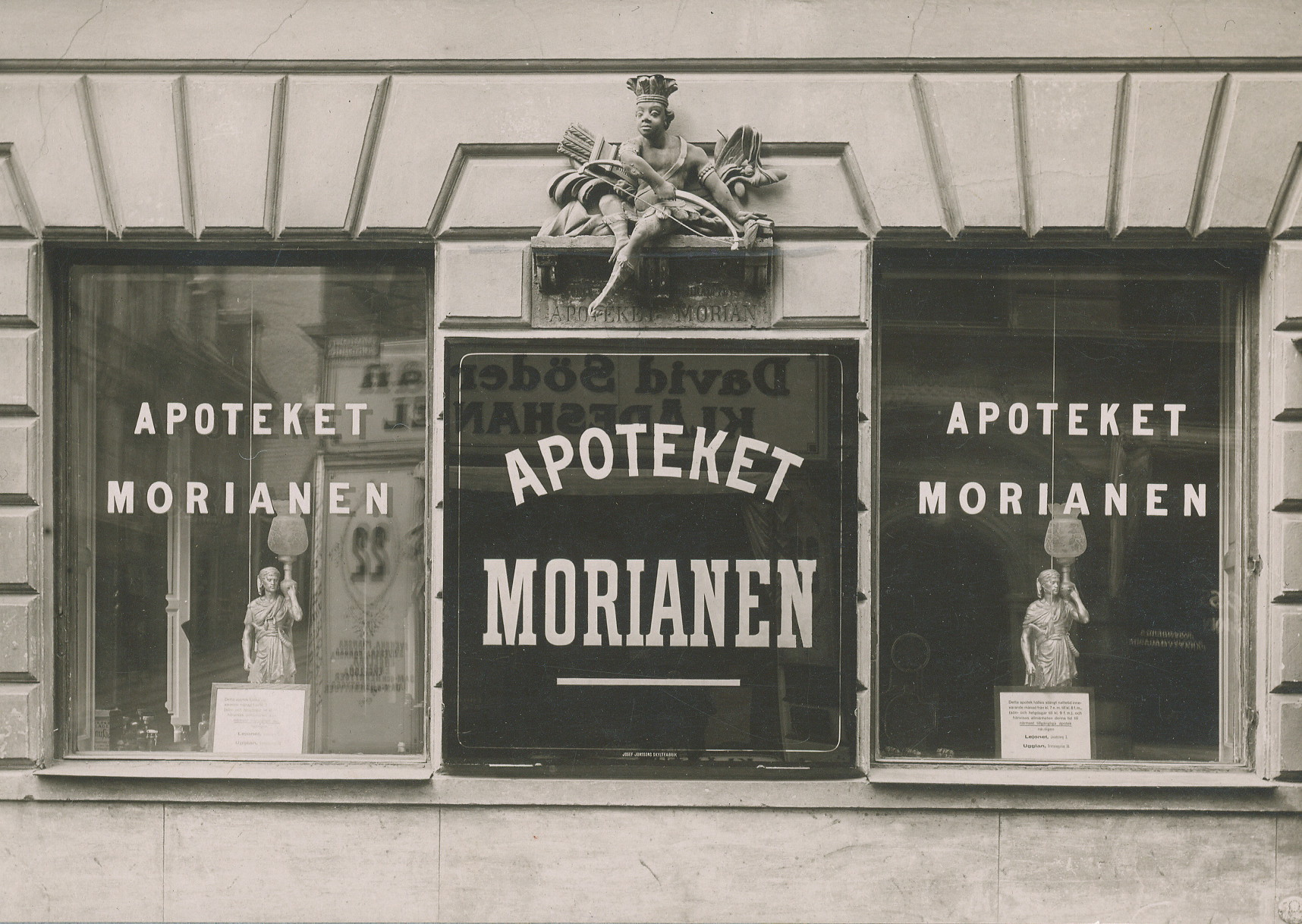
Apoteket Morianen 1900.

Apoteket Morianen, (även Apoteket Morian), var ett apotek grundat 1670 i Stockholm. Apoteket var under åren inrymt på flera platser i staden men från 1700-talets mitt fram till apotekets stängning 1972 låg det på Drottninggatan. Morian är ett äldre ord för svarthyad afrikan.

## Historia

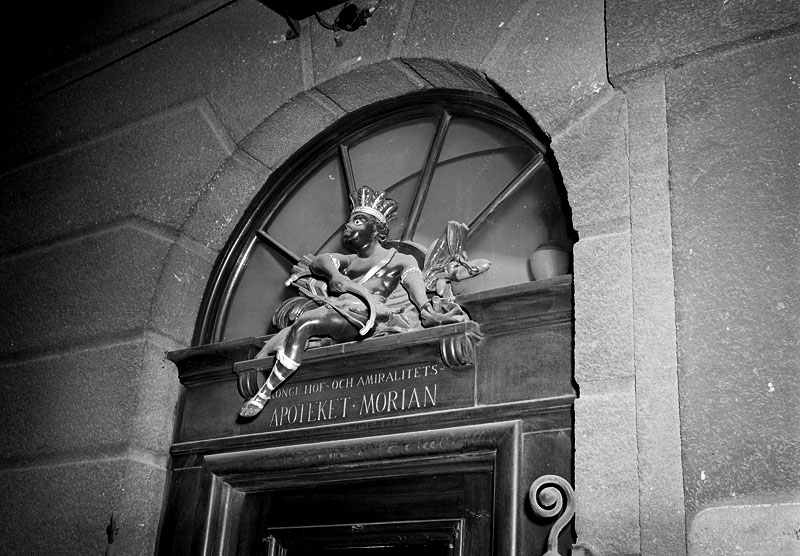
Portalutsmyckning vid Drottninggatan 19

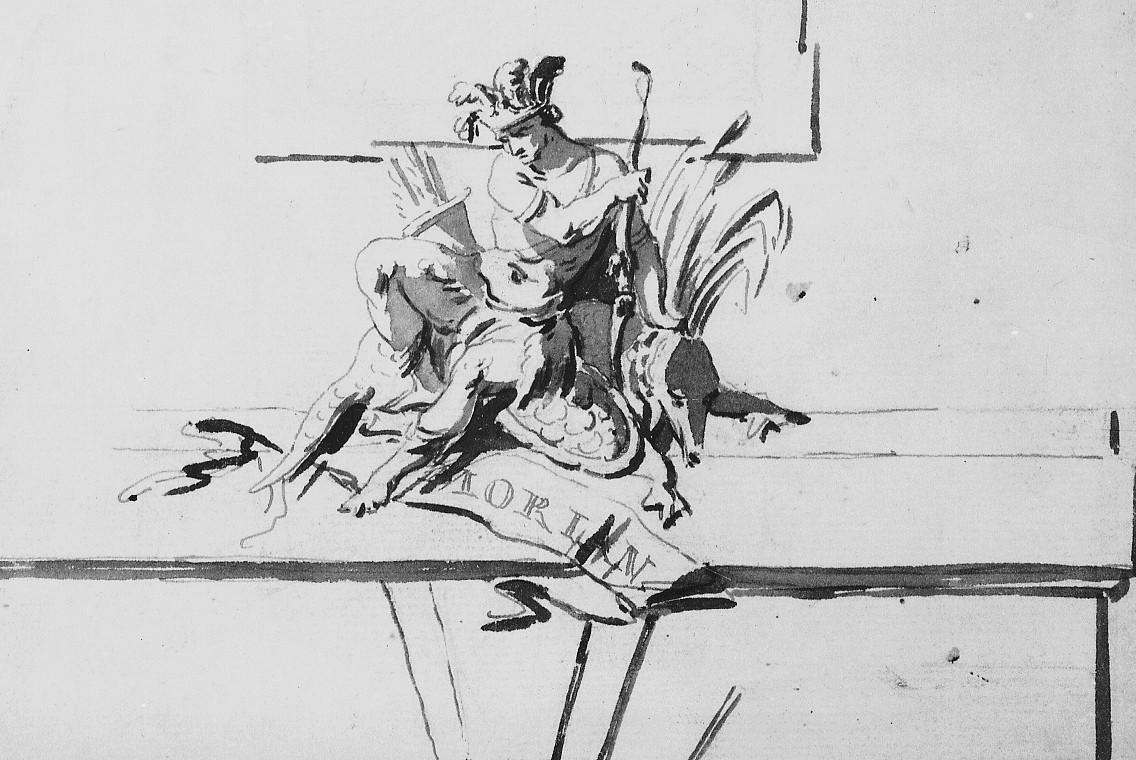
Jean Eric Rehns skiss för Apoteket Morianens emblem.

År 1670 fick tysken Christian Heraeus tillstånd att öppna apotek. Det förlades till en början till Norrbro på platsen för nuvarande Riksdagshuset på Helgeandsholmen. Där fann man rester efter apoteket i samband med utgrävningar på Helgeandsholmen 1978.
Morianen flyttade dock snart till Stortorget men efter att Heraeus 1670 uppfört ett eget hus vid Mynttorget, i det som numera är Brandkontoret inrymdes apoteket i detsamma.
Apoteksnamnet är unikt i Sverige, men desto vanligare på kontinenten. Teorierna om det skiftar från syftningar på den färgade härföraren Sankt Mauritius, den mörkhyade Kaspar –  av Heliga Tre Konungar, eller som en påminnelse om det exotiska ursprunget för många av medicinalväxterna. Apotekets emblem gestaltades efter en skiss av Jean Eric Rehn.
Vid 1700-talets början fanns i Stockholm nio apotek. Av dessa låg sex i nuvarande Gamla stan medan de övriga tre låg på Norrmalm, Ladugårdslandet samt Södermalm. Norrmalmsborna yrkade på ännu ett apotek och Apina öppnades vid Hötorget av farmacie studios Johan Fredrik Lampa. Han fick dock avslag på apoteksprivilegiet och i närvaro av ombud för Collegii Medici kastades apoteksskylt och varulager ut på gatan, en händelse som väckte stort missnöje bland invånarna. 
För att förhindra upprättandet av och konkurrensen från ett nytt apotek i staden flyttades Morianen av amiralitetsapotekaren Johan Julius Salberg till Drottninggatan 13, i hörnet av Gamla Kungsholmsbrogatan. Han fick därigenom en utökad kundkrets. Apoteket fick status som Hof- och Amiralitets-Apotek och det var härifrån skeppsapoteken utrustades på de handelsfartyg som anlöpte frihamnen. Lokalerna vid Mynttorget övertogs 1719 av Apoteket Kronan som tidigare låg vid Svartmangatan.
Morianen brann ned i och med Klarabranden 1751 men återuppbyggdes på samma plats. 1825 flyttade det till Drottninggatan 23, i kvarteret Elefanten. Husets byggdes om 1883-1884 och de ansvariga arkitekterna Kasper Salin och Isak Gustaf Clason smyckade byggnadens fasader och friser med Morian-porträtt. 1922 flyttade verksamheten till Drottninggatan 19, i kvarteret Björnen, där det låg fram till nedläggningen 1972. De tidigare apotekshusen i Klarakvarteren revs i och med Norrmalmsregleringen.
I Apotekarsocietetens museum på Wallingatan 26 finns delar av inredningen bevarade i det så kallade Morianen-rummet.